# 6973 Караян
6973 Караян (6973 Karajan) — астероїд головного поясу, відкритий 27 квітня 1992 року.
Тіссеранів параметр щодо Юпітера — 3,368.
Названо на честь Герберта фон Караяна — австрійського диригента.